# Banjo-Kazooie: Grunty's Revenge
Banjo-Kazooie: Grunty's Revenge är ett plattformsspel till Game Boy Advance som släpptes 2003. Det var det första spelet som Rare släppte efter att ha blivit uppköpta av Microsoft (från Nintendo). Spelets början och slut utspelar sig mellan Banjo-Kazooie och Banjo-Tooie, men då det förekommer tidsresor så utspelar sig större delen av spelet före det första spelet i serien. Det är det första spelet ifrån Banjo-Kazooie-serien som inte släpptes i Japan.

## Handling
Sedan Gruntilda hade blivit besegrad av Banjo och Kazooie byggs det en mekanisk kropp åt henne. Denna intas av Gruntildas själ och det gör att hon kan få sin hämnd på Banjo och Kazooie. Gruntilda kidnappar Kazooie och åker tjugo år bakåt i tiden, för att förhindra mötet mellan Banjo och Kazooie. Mumbo Jumbo hjälper då Banjo att också åka bakåt i tiden. Väl där återförenas han ganska snabbt med Kazooie och tillsammans kan de nu besegra Gruntilda ännu en gång.